# Basisbildung
Basisbildung, Grundbildung, Primarbildung oder Primärbildung ist ein Oberbegriff für grundlegende Kompetenzen (etwa Lesekompetenz, Schreibkompetenz, Alltagsmathematik), die Voraussetzung für eine erfolgreiche Teilnahme an der Gesellschaft sind, im privaten Umfeld wie im beruflichen Alltag. Neben diesen Grundfertigkeiten bilden auch soziale Fertigkeiten notwendige Bestandteile. Basisbildung wird noch unterhalb des Begriffs Allgemeinbildung angesiedelt.

## Grundlagen
Die UNESCO definierte im Jahr 1997 auf der UNESCO-Weltkonferenz zum Lernen Erwachsener CONFINTEA V: „Grundbildung für alle bedeutet, dass Menschen ungeachtet ihres Alters die Möglichkeit haben, als Einzelne oder in der Gemeinschaft ihr Potenzial zu entfalten. Sie ist nicht nur Recht, sondern auch Pflicht und eine Verantwortung gegenüber anderen und der Gesellschaft als Ganzem. Es ist wichtig, dass die Anerkennung des Rechts auf lebenslanges Lernen von Maßnahmen flankiert wird, die die Voraussetzungen für die Ausübung dieses Rechts schaffen.“
Der Begriff der Basis- bzw. Grundbildung beschreibt jene Kompetenzen, die für eine erfolgreiche Teilnahme an der Gesellschaft Voraussetzung sind, er bezieht sich auf die konkreten Anforderungen einer Gesellschaft und ist deshalb naturgemäß ein relativer und sich ändernder, weil er sehr stark abhängig ist von den gesellschaftlichen (Weiter-)Entwicklungen (zum Beispiel technologische Entwicklung, stärkere Bedeutung moderner Informations- und Kommunikationstechnologien, Veränderungen in der Arbeitswelt). Die Entwicklung einer modernen Gesellschaft hat das geforderte und als selbstverständlich vorausgesetzte Niveau im Bereich der Basisbildung angehoben. So fordern heute beispielsweise bereits einfache Tätigkeiten in der Arbeitswelt entsprechende Lese- und Schreibkenntnisse. Grundsätzlich ist es schwierig, ein einheitliches Niveau für „ausreichende Basisbildung“ in einer Gesellschaft festzulegen, also jene Kompetenzen zu definieren, die Voraussetzung für eine erfolgreiche Beteiligung an allen gesellschaftlichen Aktivitäten sind.
Im Allgemeinen tritt zu Kompetenzen in den Bereichen Lesen und Schreiben sowie Rechnen heutzutage auch der Umgang mit dem Computer (und verwandten Geräten, etwa Handys, Bankomatgeräten und Ticketautomaten, u. ä.), die Informationstechnische Grundbildung.

## International Classification of Education
Bei der ISCED-97 umfasst die Grundbildung Level 1 (Primarbildung) und Level 2 (Sekundarbildung I). Dabei wird „Level 1 - Primary education or first stage of basic education“ mit „Primarbereich oder erster Abschnitt der Grundbildung“ und „Level 2 - Lower secondary or second stage of basic education“ mit „Sekundarbereich I oder zweiter Abschnitt der Grundbildung“ übersetzt.
Die deutsche Übersetzung „Grundbildung“ wird in der ISCED-2011 nur für die berufliche Grundbildung verwendet.
In der österreichischen Diskussion geht man derzeit davon aus, dass in etwa das Niveau und die Kompetenzen, die im Rahmen eines Hauptschulabschlusses erreicht werden, ausreichend sind: Das entspricht dem Minimum dessen, was nach ISCED unter Level 2 (englisch secondary education first stage) angesiedelt ist.

## Defizite in der Grundbildung
Der Grad der Grundbildung im Lesen oder Schreiben (Literacy) kann sowohl von einzelnen Personen als auch von ganzen Bevölkerungsschichten und Ländern bestimmt und verglichen werden, vergleiche hierzu die Artikel  Alphabetisierung und Analphabetismus.